# گاگان آناند
گاگان آناند (انگلیسی: Gaggan Anand) رستوران‌دار و سرآشپز اهل هند است. وی مالک رستوران دوستارهٔ گاگان در بانکوک تایلند است.
والدین او پنجابی بودند و خودش در کودکی بیشتر به موسیقی علاقه داشت تا آشپزی و در یک گروه محلی موسیقی راک، نوازندهٔ طبل بود.
او رستوران گاگان را در دسامبر ۲۰۱۰ افتتاح کرد که در سال‌های ۲۰۱۵، ۲۰۱۶ و ۲۰۱۷ به‌عنوان بهترین رستوران آسیا شناخته شد.
مجلهٔ تخصصی رستوران، گاگان را در سال‌های ۲۰۱۵، ۲۰۱۶، ۲۰۱۷ و ۲۰۱۹ به‌ترتیب به‌عنوان دهمین، بیست و سومین، هفتمین و چهارمین رستوران برتر جهان معرفی کرد.
او رستوران گاگان را در سال ۲۰۱۹ به سبب اختلافات مالی با شرکایش رها کرد و رستوران دیگری به نام «گاگان آناند» در بانکوک بنیان نهاد که در سال ۲۰۲۱ به رتبهٔ پنجم برترین رستوران‌های آسیا دست یافت.